# Kingscote (Australien)
Kingscote ist der größte Ort auf Kangaroo Island, einer Insel vor der Küste von South Australia, Australien. Mit ca. 1900 Einwohnern ist der Ort das gesellschaftliche Zentrum der Insel, das administrative Zentrum des Kangaroo Island Council und ein wichtiger Anlaufpunkt für Touristen. Kingscote ist die älteste Siedlung in South Australia.

## Geographie und Natur
Der Ort liegt an der Nordküste im zentralen Teil der Insel auf einer kleinen Halbinsel zwischen den beiden Buchten Bay of Shoals und der Nepean Bay. Dank vorgelagerter Inselchen und der hier nach Süden verlaufenden Nordküste ist die Lage trotzdem einigermaßen geschützt. Am Nordrand des Ortes liegt das kleine Kap Reeves Point.
Bei Kingscote gibt es eine Kolonie von Zwergpinguinen. Durch tägliches Füttern werden auch zahlreiche Pelikane angelockt.

## Geschichte
Am 27. Juli 1836 gründete die South Australian Company beim Reeves Point die Kolonie Kingscote als erste offizielle europäische Siedlung in South Australia. Die ersten Siedler kamen mit der Duke of York. Später wurde vorgeschlagen, Kingscote könne Hauptstadt von South Australia werden. Da die Insel aber nicht über ausreichende Ressourcen für eine größere Gemeinschaft verfügte, zog die South Australian Company rund sechs Monate später nach Adelaide, das von ausgesandten Kundschaftern vorgeschlagen worden war.
Die Geschichte der Region ist in einem kleinen Museum im Hope Cottage, einem um 1850 errichteten Gebäude in Kingscote, dargestellt.  An der historischen Stätte Reeves Point steht unter anderem ein alter Maulbeerbaum. Der sogenannte Old Mulberry Tree wurde 1836 gepflanzt und trägt noch immer Früchte.

## Klima
|                       | Jan  | Feb  | Mär  | Apr  | Mai  | Jun  | Jul  | Aug  | Sep  | Okt  | Nov  | Dez  |   |      |
| Mittl. Tagesmax. (°C) | 26,3 | 26,6 | 24,4 | 21,6 | 18,6 | 16,1 | 15,4 | 16,0 | 17,7 | 19,8 | 22,8 | 24,8 | ⌀ | 20,8 |
| Mittl. Tagesmin. (°C) | 13,1 | 13,4 | 11,0 | 8,5  | 7,8  | 6,6  | 5,9  | 5,7  | 6,4  | 7,0  | 9,7  | 10,8 | ⌀ | 8,8  |

| 13,1 |

| 13,4 |

| 11,0 |

| 8,5 |

| 7,8 |

| 6,6 |

| 5,9 |

| 5,7 |

| 6,4 |

| 7,0 |

| 9,7 |

| 10,8 |

| 13,1 |

| 13,4 |

| 11,0 |

| 8,5 |

| 7,8 |

| 6,6 |

| 5,9 |

| 5,7 |

| 6,4 |

| 7,0 |

| 9,7 |

| 10,8 |

## Infrastruktur und Verkehr

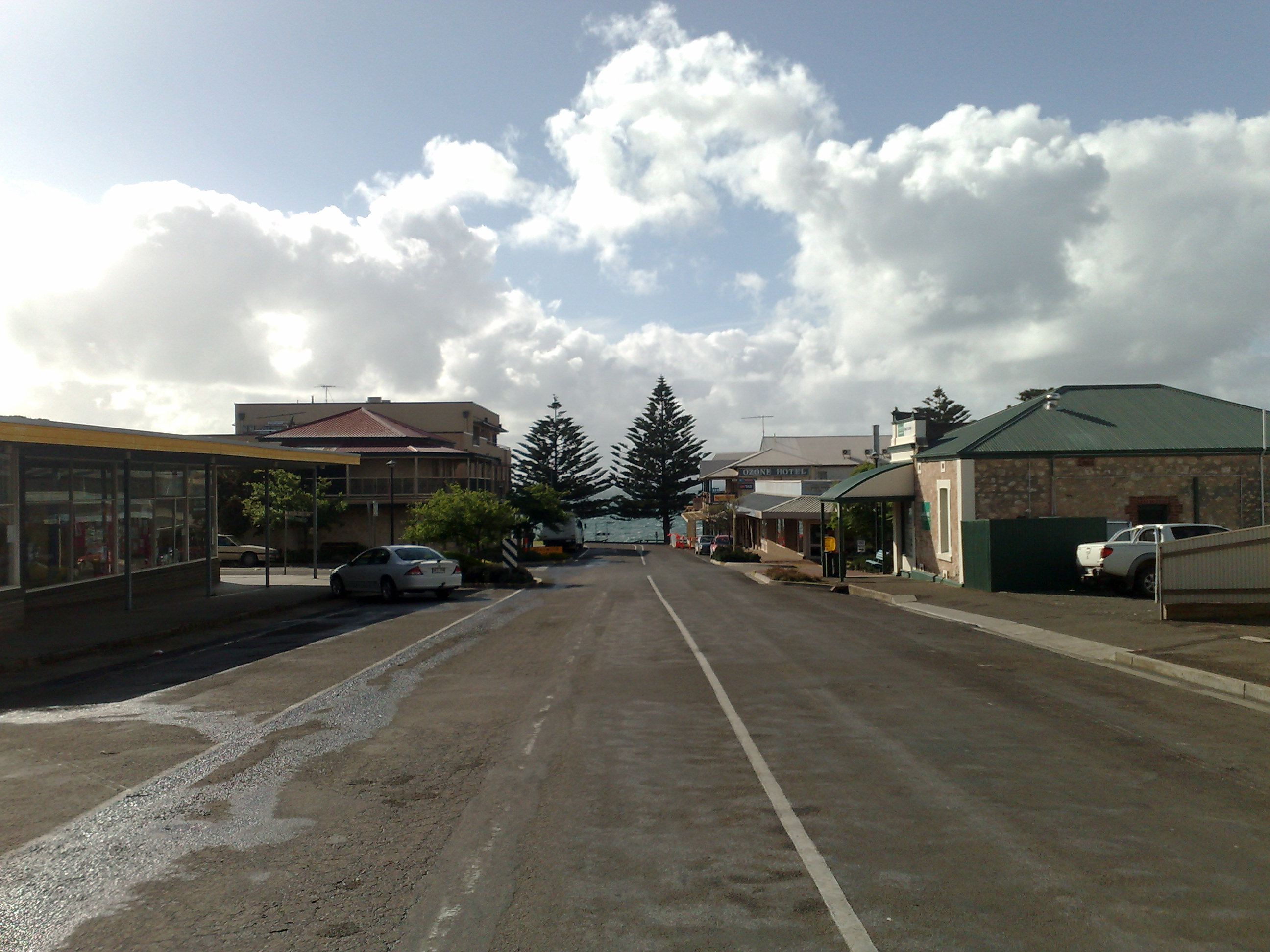
Hauptstraße

In Kingscote gibt es eine Schule, Sportplätze und ein von den Gezeiten geprägtes Meerwasser-Schwimmbecken, ein Krankenhaus, einen Supermarkt, ein Postamt und Verwaltungsgebäude. Das Kangaroo Island Penguin Centre organisiert Touren zu den Pinguinkolonien, füttert die Pelikane und unterhält ein Aquarium. Das Aurora Ozone Seafront Hotel mit der Statue einer Meerjungfrau wurde 1907 direkt am Wasser in Kingscote eröffnet. Der Ort verfügt über eine Werft, ein Pier, das früher den Fähren als Anlegeplatz diente, und den Inselflughafen Kingscote Airport.

## Persönlichkeiten
- Ted Chapman (1933–2005), Politiker